# Moss Bluff
Moss Bluff é uma Região censo-designada localizada no estado americano de Luisiana, na Paróquia de Calcasieu.

## Demografia
Segundo o censo americano de 2000, a sua população era de 10.535 habitantes.

## Geografia
De acordo com o United States Census Bureau tem uma área de
41,0 km², dos quais 39,4 km² cobertos por terra e 1,6 km² cobertos por água. Moss Bluff localiza-se a aproximadamente 7 m acima do nível do mar.

## Localidades na vizinhança
O diagrama seguinte representa as localidades num raio de 20 km ao redor de Moss Bluff.